# Armadilloniscus mekranensis
Armadilloniscus mekranensis là một loài chân đều trong họ Detonidae. Loài này được Kazmi miêu tả khoa học năm 2004.